# (16494) Oka
(16494) Oka ist ein im äußeren Hauptgürtel gelegener Asteroid. Der Himmelskörper wurde am 22. September 1990 von dem belgischen Astronomen Eric Walter Elst am La-Silla-Observatorium der Europäischen Südsternwarte in Chile (IAU-Code 809) entdeckt.
Der mittlere Durchmesser des Asteroiden wurde mithilfe des Wide-Field Infrared Survey Explorers (WISE) mit 8,782 (±0,206) km berechnet, die Albedo mit 0,158 (±0,022).
Der Asteroid gehört zur Eos-Familie, einer Gruppe von Asteroiden, welche typischerweise große Halbachsen von 2,95 bis 3,1 AE aufweisen, nach innen begrenzt von der Kirkwoodlücke der 7:3-Resonanz mit Jupiter, sowie Bahnneigungen zwischen 8° und 12°. Die Gruppe ist nach dem Asteroiden (221) Eos benannt. Es wird vermutet, dass die Familie vor mehr als einer Milliarde Jahren durch eine Kollision entstanden ist. Die zeitlosen (nichtoskulierenden) Bahnelemente von (16494) Oka sind fast identisch denjenigen des kleineren Asteroiden (153221) 2000 YU37.
(16494) Oka wurde am 13. Juni 2006 nach dem russischen Fluss Oka benannt, einem rechten Nebenfluss der Wolga, der in Nischni Nowgorod in die Wolga fließt.